# Bayterek
Le Bayterek (kazakh: Бəйтерек, « grand [arbre] peuplier »), est un monument et une tour d'observation à Astana, la capitale du Kazakhstan depuis 1997, dont il est devenu le symbole. C'est une attraction touristique populaire pour les visiteurs étrangers et les habitants du pays.

## Design
La structure fait 97 mètres avec la couronne, symbolisant l'année du transfert de la capitale. Avec la boule d'or au sommet, elle mesure 105 mètres. La boule d'or a un diamètre de 22 mètres. L'auteur du projet du monument est l'architecte anglais Norman Foster. Son concepteur est Noursoultan Nazarbayev, ancien sidérurgiste qui dirige le pays depuis que le Kazakhstan est devenu indépendant de l'Union soviétique, en 1991. Il aurait tracé la première ébauche de l'édifice sur une nappe en papier[réf. nécessaire].
À l'intérieur du monument, se trouvent un aquarium, une galerie d'art, des cafés et bars. Au sommet, il y a une salle panoramique. Les visites guidées sont en kazakh, russe et en langues étrangères. 
Au centre du salon panoramique installé dans l'œuf de la tour Bayterek, l'empreinte de la paume du président est gravée dans une plaque de 2 kg d'or massif. Les visiteurs y apposent leur propre main, les yeux vissés sur le palais présidentiel.
Selon l'épigraphe inscrite à sa base, ce monument représente le mythe kazakh du samruk, un oiseau sacré qui pond chaque année un œuf d'or, symbole du soleil, à la cime d'un arbre de vie gigantesque.

## Galerie

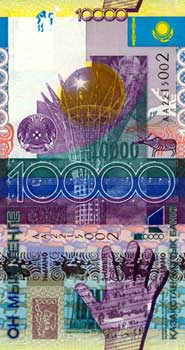
Le Bayterek sur un billet de 10,000 tenge.

## Copie
Le 27 mai 2009, à Öskemen, dans la région orientale du Kazakhstan, une version plus petite du monument a été installée. Sa hauteur est de 28,5 m, et son poids de 22 tonnes.